# Amt Steinbrück
Das Amt Steinbrück war ein historisches Verwaltungsgebiet des Hochstifts Hildesheim bzw. des Königreichs Hannover.

## Geschichte
Das Amt entstand aus dem Zubehör der nach 1370 durch Hildesheimer Bischof Gerhard von Berg errichteten Burg Steinbrück und der dieser unterstellten Go Eggelsen. Nach der Hildesheimer Stiftsfehde kam es 1523 unter die Herrschaft des Fürstentums Braunschweig-Wolfenbüttel. 1643 wurde es an das Hochstift Hildesheim zurückgegeben. Mit der Säkularisation fiel das Hochstift 1802 an Preußen, 1807 an das Königreich Westphalen, unter dessen Herrschaft die alte Amtsstruktur zerschlagen wurde. Mit der Übergabe an das Königreich Hannover 1815 wurde das Amt wiederhergestellt und um die früher zum Amt Steuerwald gehörige Vogtei Nettlingen (ohne Wendhausen) vergrößert. 1859 ging das Amt Steinbrück im Amt Marienburg auf.

## Gemeinden
Die folgende Tabelle listet alle Gemeinden auf, die dem Amt Steinbrück von 1643 bis 1807 und wieder von 1815 bis 1859 angehört haben und ihre Gemeindezugehörigkeit heute. Dazu zählten 10 Dörfer und das Amtshaus bei der Burg Steinbrück.  In Spalte 2 ist die Anzahl aller Haushalte im Jahre 1760 verzeichnet, und zwar Freie Häuser, Vollhöfe, Halbspännerhöfe, Viertelspännerhöfe, Großköthnerhöfe, Kleinköthnerhöfe und Brinksitzer zusammengenommen (im Original jeweils einzeln aufgeführt). In Spalte 3 ist die Einwohnerzahl im Jahr 1910 verzeichnet, in Spalte 4 die heutige Gemeindezugehörigkeit, in Spalte 5 Anmerkungen, die zumeist auf den Anmerkungen im Original 1760 bei Büsche beruhen.
| Altgemeinde    | Haushalte | 1910  | heute       | Anmerkung (Original 1760 in kursiv)                            |
| -------------- | --------- | ----- | ----------- | -------------------------------------------------------------- |
| Bettrum        | 80        | 675   | Söhlde      | Dorf                                                           |
| Feldbergen     | 51        | 380   | Söhlde      | Dorf                                                           |
| Garmissen      | 35        | 569   | Schellerten | Garmsen. Dorf, darin ein adliger Hof. 1910 Garmissen-Garbolzum |
| Garbolzum      | 8         | -     | Schellerten | Dorf. 1910 Garmissen-Garbolzum, s. Garmissen                   |
| Groß Himstedt  | 42        | 324   | Söhlde      | Dorf                                                           |
| Hoheneggelsen  | 97        | 1.229 | Söhlde      | Hohen Eggelsen. Dorf                                           |
| Klein Himstedt | 47        | 333   | Söhlde      | Dorf                                                           |
| Mölme          | 12        | 138   | Söhlde      | Möllme. Dorf                                                   |
| Oedelum        | 38        | 554   | Schellerten | Odelum. Dorf, darin 1 adliger Hof                              |
| Söhlde         | 127       | 1.119 | Söhlde      | Söhle. Dorf                                                    |
| Steinbrück     | 1         | 164   | Söhlde      | das Amtshaus                                                   |

Bei seiner Aufhebung (1859) umfasste das Amt folgende Gemeinden:
| - Ahstedt - Bettrum - Dingelbe - Feldbergen | - Garmissen-Garbolzum - Groß Himstedt - Hoheneggelsen - Klein Himstedt | - Mölme - Nettlingen - Oedelum | - Söhlde - Steinbrück (Söhlde) - Wöhle |

- Karte mit allen verlinkten Seiten:
- OSM |
- WikiMap

## Amtmänner
- 1802–1807: Maximilian Grebe, Amtmann
- 1818–1849: Christian Heinrich Roscher, Amtmann, ab 1842 Oberamtmann
- 1849–1851: Franz Friedrich von Ilten, Amtmann
- 1851–1852: August Wilhelm Pauer, tit. Amtmann (auftragsweise)
- 1853–1859: Carl August Friedrich Lehmann, Amtmann